# 内外輸送
内外輸送株式会社（ないがいゆそう、英: NAIGAI YUSO CO.,LTD.）は、神奈川県横浜市鶴見区大黒町に本社を置き、危険物の保管・輸送及びマンション賃貸などを営む日本の企業である。旧社名は、アルコール輸送株式会社（アルコールゆそう）。

## 概要

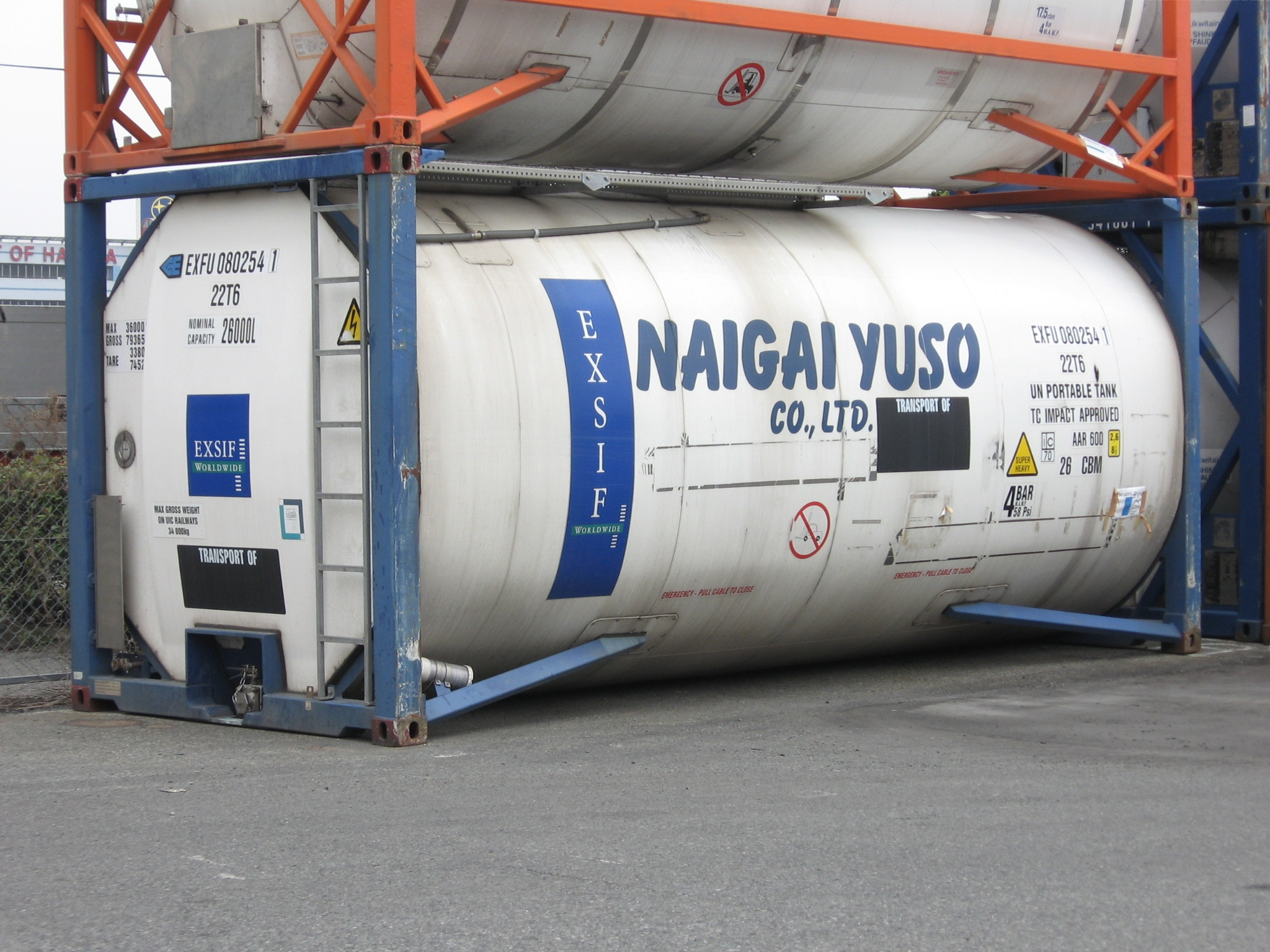
海上コンテナリース会社の「EXSIF」社から社名入りで借り受けている、20ft型タンクコンテナ。
（タイプコード、22T6）
福岡県／博多港国際ターミナルにて、2008年4月5日撮影。

内外輸送は、日本政府による命令を受けてアルコールの流通体制を確立するために発足した「アルコール輸送」を前身とした企業である。
戦前の日本では石油の入手が困難になることが懸念され、日本政府は液体燃料の自給を目的として1937年にアルコール専売法を、1938年に揮発油及びアルコール混用法を施行した。これらの法律によりアルコールの製造が本州から九州に分布し、アルコールの輸送と保管の業務が必要となった。そこでアルコールの流通管理体制の確立のため小幡鐵介らの協力などにより1938年、アルコール輸送株式会社を設立した。戦後、広く内外に発展する様にという意味と期待を込め現在の商号である内外輸送株式会社に改称する。
現在では、工業用アルコール・酒類原料用アルコールに加え、石油化学製品・液体毒物劇物・高圧ガスの保管・輸送や荷姿変更、かつての営業所跡地を利用したテナントビル・マンション・駐車場の貸与といった事業を営んでいる。2006年には、サンラックスと業務提携し、ビジネスパートナーとなっている。

## 沿革
- 1938年2月 - アルコール輸送株式会社が発足[1]。
- 1947年5月 - 内外輸送株式会社に社名変更[1]。
- 1996年9月 - 本社を大手町ビルに移転[1]。
- 2000年10月 - 本社を横浜支店構内に移転[1]。
- 2006年8月 - 横浜支店を大規模に整備[1]。同年、サンラックスと業務提携。

## 鉄道による輸送

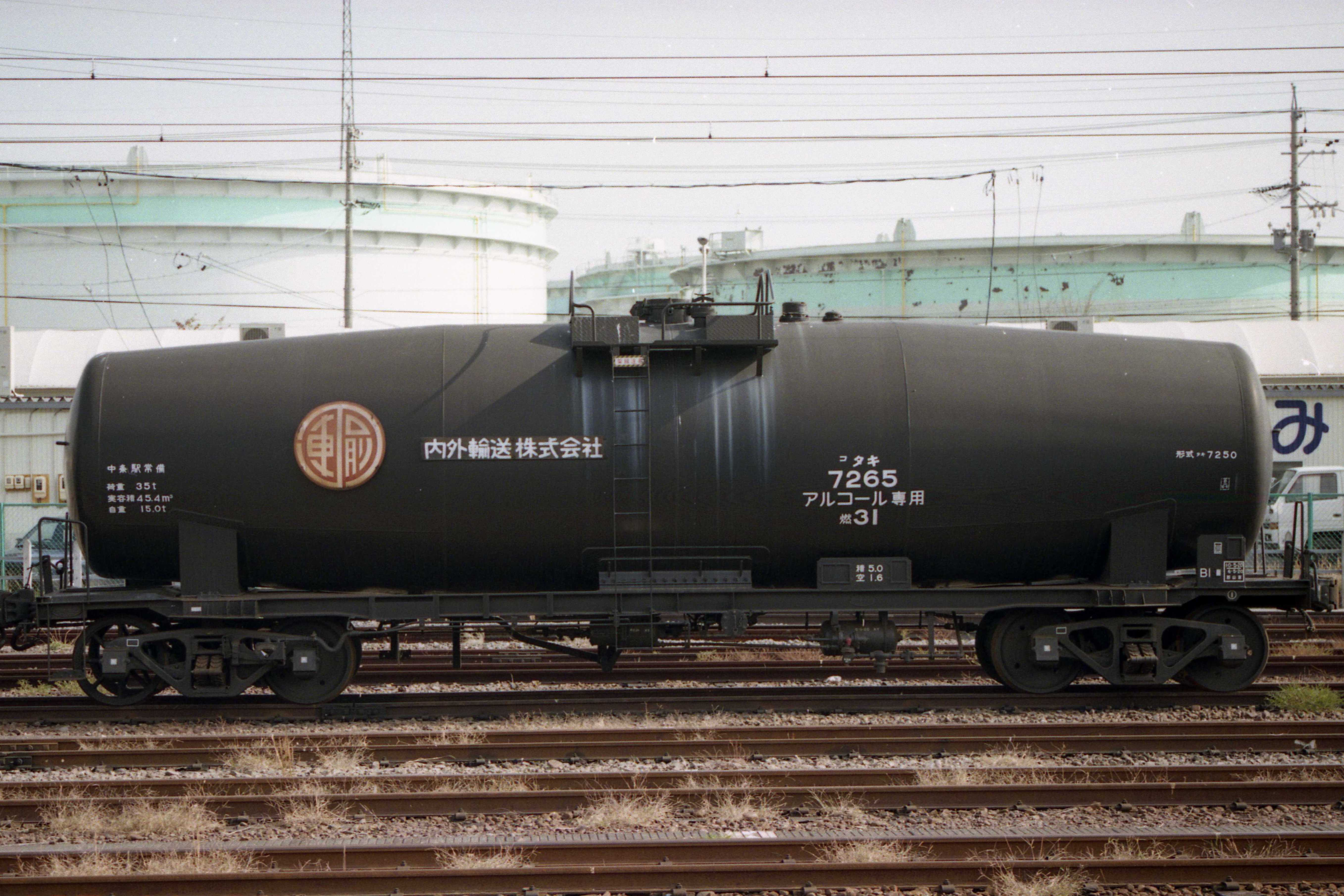
タキ7250形貨車

内外輸送は、アルコール輸送時代からアルコールをはじめとした化学製品の輸送を目的として60年以上に渡って鉄道を活用しており、かつては鉄道用のタンク貨車やコンテナを複数保有していた。所有していた貨車、コンテナのうち主なものは以下の通り。

### 貨車
- 国鉄タキ500形貨車
- 国鉄タキ1600形貨車(初代)
- 国鉄タキ3000形貨車
- 国鉄タキ3600形貨車
- 国鉄タキ3500形貨車
- 国鉄タキ7200形貨車
- 国鉄タキ7250形貨車
- 国鉄タキ7950形貨車
- 国鉄タキ8700形貨車
- 国鉄タキ9700形貨車
- 国鉄タキ9800形貨車
- 国鉄タキ9900形貨車
- 国鉄タキ13700形貨車
- 国鉄タキ15700形貨車
- 国鉄タキ16200形貨車
- 国鉄タキ18700形貨車
- 国鉄タキ20000形貨車
- 国鉄タキ26100形貨車
- 国鉄タサ3000形貨車
- 国鉄タム8100形貨車

### 鉄道用コンテナ
- JR貨物UT6C形コンテナ
- JR貨物UT9C形コンテナ

## 事業所

### 現在の事業所
- 本社・横浜支店・総務部・営業部：神奈川県横浜市鶴見区大黒町3 - 100[5]
- 東京オフィス：東京都千代田区内幸町1丁目1 - 1[5]
- 大阪支店：大阪府堺市西区築港新町2丁9[5]
- 広島支店：広島県安芸郡坂町鯛尾1丁目2 - 1[5]

※ 名古屋地区では、サンラックスが拠点となっている。

### かつて存在した事業所
- 北海道支店：北海道小樽市銭函3丁目524 - 7[5]
- 札幌支店千歳営業所：北海道千歳市北信濃864[6]北信濃
- 新潟支店：新潟県北蒲原郡中条町[注釈 2]協和町4 - 7[7]
- 千葉営業所：千葉県千葉市稲毛区稲毛東4 - 5 - 1[8]
- 旧本社：東京都千代田区大手町1-6-1[9]
- （日本アルコール産業磐田工場内）：静岡県磐田市中泉2943 - 4[6]
- 名古屋支店：愛知県名古屋市熱田区神宮4 - 3 - 6[10]
- 四日市営業所：三重県四日市市大治田3 - 3 - 71[11]
- 福岡支店：福岡県福岡市南区高宮3 - 9 - 5 - 3F[12]

※ この他にも、アルコール製造工場や鉄道沿線を中心に事業拠点が存在していたが、鉄道輸送の廃止に伴い消滅している。